# Jules de Bie de Westvoorde
Jules de Bie de Westvoorde (Brugge, 1 mei 1827 - 27 maart 1888) was burgemeester van Sint-Kruis van 1861 tot 1888.

## Levensloop
De Bie de Westvoorde was de zoon van Louis-Joseph de Bie de Westvoorde (1796-1873), die burgemeester was van achtereenvolgens Beernem en Oostkamp. Lid van een familie die sinds 1626 tot de adel behoorde, werd zijn status in 1825 onder het Verenigd Koninkrijk der Nederlanden bevestigd, waarbij hij per vergissing werd ingeschreven als de Bie de Westervoorde. Hij was getrouwd met Thérèse-Marie le Gillon de Goemaringhe (1792-1863).
Jules' oudere broer Louis (1826-1904) werd burgemeester van Oostkamp. Hijzelf werd in 1861 burgemeester van Sint-Kruis en bleef dit tot aan zijn dood. Zijn voorganger was graaf Marie Jean Visart de Bocarmé en zijn opvolger graaf Gustave-Amedée Visart de Bocarmé.
De Bie de Westvoorde trouwde met Leonie Pecsteen (1832-1901), bij wie hij vier dochters kreeg. Zij heetten in de adellijke kringen les quatre filles de Bie en gingen ieder een adellijk huwelijk aan, 
- Marie-Louise (1855-1929) met Camille van Caloen de Basseghem (1846-1903), burgemeester van Varsenare
- Georgina (1856-1937) met Eugène Joos de ter Beerst (1850-1930), burgemeester van Pittem
- Augusta (1857-1947) met rechter Hector de Schietere de Lophem (1850-1920)
- Louise (1859-1939) met Leon Janssens de Bisthoven (1859-1938), gouverneur van West-Vlaanderen.

Zij brachten uitgebreid nageslacht voort, dat via talrijke huwelijken een aanzienlijk deel vormt van de Belgische adel die in de 21e eeuw voortleeft.
Het gezin De Bie de Westvoorde woonde in de winter in het patriciërshuis 'De Lombard' in de Langestraat in Brugge. In de zomer verbleef het op het kasteel 'De Spijcker' in Sint-Kruis. In 1870-75 liet De Bie een volledig nieuw neogotisch kasteel bouwen, naar een ontwerp van architect Pierre Buyck (1805-1877).

## Burgemeester
Na de dood van burgemeester Amedée Visart de Bocarmé werd de gemeente ad interim bestuurd door schepen Joseph Hoste. Wat gewoonlijk maar enkele weken tot een paar maanden duurde, vooraleer een nieuwe burgemeester werd benoemd, bleef niet minder dan vijf jaar duren. De interim-burgemeester Hoste overleed op 16 september 1860, net enkele weken vooraleer verkiezingen zouden plaatsvinden voor de gedeeltelijke vernieuwing van de gemeenteraad. Het was Charles De Lange (†1874), die als nieuwe dienstdoende burgemeester deze verkiezingen organiseerde. De uitslag was: Gustave Visart (70 stemmen) - Charles De Lange (63 stemmen) - Jules de Bie (49 stemmen) - Jan Lootens (49 stemmen) en Auguste Dumon (47 stemmen). In het deel van de raad dat niet hoefde vernieuwd te worden, was onlangs een raadslid overleden en hiervoor moest ook gestemd worden. Het was Emile de Maleingreau d'Hembise die verkozen werd met 56 stemmen.
Toen de bestendige deputatie van West-Vlaanderen de resultaten ontving, vernietigde ze de verkiezing van de Bie, omdat hij niet aan de vereiste wettelijke voorwaarden voldeed (wellicht was hij niet in de gemeente gehuisvest). Een nieuwe verkiezing werd uitgeschreven op 3 januari 1861 en ditmaal kreeg de Bie 56 stemmen. De deputatie werd ingelicht en keurde de uitslag goed. De Bie kon dus in de gemeenteraad van Sint-Kruis zetelen.
Op 8 februari 1861 werd, verrassend, niet Gustave Visart maar Jules de Bie bij Koninklijk Besluit tot burgemeester benoemd en op 18 februari feestelijk geïnstalleerd. Visart zou pas in 1889 aan de beurt komen.
De Bie stond bekend als een milde en verzoenende man, kwaliteiten die hem als burgemeester goed van pas kwamen en hem populair maakten. Tegen het einde van zijn leven kampte hij met gezondheidsproblemen en werd volledig blind.

## De nazaten
Op 25 april 1954 hielden de nazaten van Jules de Bie en Leonie Pecsteen een reünie, om de honderdste verjaardag van hun huwelijk te herdenken. Tweehonderd nakomelingen en familieleden kwamen bijeen. Het echtpaar De Bie-Pecsteen telde vier dochters, negentien nakomelingen in de tweede generatie, 101 in de derde generatie en meer dan 200 in de vierde. Sinds 1954 zijn nog twee volle generaties hier aan toe te voegen.
De bijeenkomst begon met een H. Mis opgedragen door twee nakomelingen, Guillaume Marie van Zuylen, bisschop van Luik en kanunnik Baudouin Janssens de Bisthoven. Een bijeenkomst vond plaats in het voorouderlijke huis 'de Lombard', nog steeds bewoond door rechtstreekse afstammelingen, een lunch vond plaats in het provinciehuis onder voorzitterschap van gouverneur Pierre van Outryve d'Ydewalle, aangetrouwd familielid en 's avonds danste de jeugd bij Albert Joos de ter Beerst, andere nakomeling.

## Publicatie
De reünie van 1954 gaf aanleiding tot de publicatie van een brochure met als titel 
- Réunion des descendants de Messire Jules de Bie de Westvoorde-Pecsteen. 25 avril 1954, Die Keure, Brugge, 1954, 24 blz. met acht toegevoegde uitslaande bladen met genealogische tabellen.